# Línea 230 (Suburbanos Montevideo)
La línea 230  de la red de transporte suburbano de Montevideo une terminal Baltasar Brum con Las Piedras.

## Creación
Fue creada como una extensión de la línea 130 en los años setenta. Por aquellos años, a las líneas suburbanas se solía agregarles al inicio el indicador 2, por lo tanto a dicha extensión desde Montevideo a Las Piedras fue denominada 230. Siendo que por el contrario, la línea 130 llegaba hasta La Paz.

## Recorridos
Circula en ambos sentidos por los barrios Centro, Aguada, Arroyo Seco, Bella Vista, Capurro, Prado, Paso Molino, Belvedere, Sayago, Colón de Montevideo, el pueblo Abayubá del departamento de Montevideo y la ciudad de La Paz y el la ciudad y el barrio Obelisco de Las Piedras.
| Partida Andén 13 (Estación Baltasar Brum) - Río Branco - Galicia - Avenida Libertador General Juan Antonio Lavalleja - Avenida de las Leyes - Avenida Agraciada - San Quintín - Avenida General Eugenio Garzón - Corredor Garzón - Andén 8 (Terminal Colón) - Camino Carmelo Colman - Avenida César Mayo Gutiérrez - Avenida José Batlle y Ordóñez - Avenida Doctor Enrique Pouey - General Artigas - Francisca Asnar de Artigas - Juana de Arco - Libertador San Martín - Camino Moreira - Washington - San Luis - Barrio Obelisco | - Retorno (Barrio Obelisco) - San Luis - Washington - Libertador San Martín - Juana de Arco - Francisca Arnal de Artigas - General Artigas - República Argentina - General Flores - Doctor Enrique Pouey - Avenida José Batlle y Ordóñez - Avenida César Mayo Gutiérrez - Camino Carmelo Colman - Andén 9 (Terminal Colón) - Corredor Garzón - Avenida General Eugenio Garzón - José Llupes - Avenida Agraciada - Avenida de las Leyes - Avenida del Libertador - Avenida Uruguay - Ciudadela - Juncal - Cerrito - Paysandú - Andes - Terminal Baltasar Brum |

## Paradas
| Ida - 7248 Andén 22 - 6739 Avenida Rondeau - 6502 Nueva York - 6500 Venezuela - 6453 Avenida General Flores - 6443 General Luna - 6442 Alfredo García Morales - 6445 Grito De Asencio - 6438 Bulevar General Artigas - 6439 Capurro - 6447 Avenida Lucas Obes - 6448 Mariano Sagasta - 7177 Santa Lucia - 6815 Emancipación - 6823 Islas Canarias - 6817 Facultad De Agronomía - 6810 Camino Ariel - 6806 Bulevar Batlle Y Ordóñez - 6811 Camino Edison - 6808 Camino Casavalle - 6830 Plaza Vidiella - 6813 Camino Durán - 6623 Camino Carlos A. López - 6629 Fernando Menck - 7593 Camino Túpa - 6632 Camino Hilario Cabrera - 6621 Camino Varzi (Testigos De Jehová) - 6628 Bernardo Etchevarne - 6626 Camino Uruguay - 6627 Daymán - 6635 Camino Abrevadero (Puente La Paz) - 6636 Rincón - 6638 Enrique Erro - 6619 Avenida Batlle Y Ordóñez - 6411 Rosa Giffuni - 6409 General Artigas - 6752 Javier De Viana - 6751 Garibaldi Km 18 - 6756 Tomás Aldabalde - 6754 Teresa Muñoz - 6744 De La Merced - 6746 Atma - 6748 La Sibarita - 6740 Barrios Amorín - 6742 17 Metros - 6718 Juan Ortíz - 6715 Atanasio Sierra - 6716 Carmelo Colman - 6720 Manuel Freire - 6717 Senén Rodríguez - 7768 Garibaldi - 7769 Rivera - 7770 Torres Garcia - 7771 San Antonio - 6759 E Sosa - 6760 Frente Hipódromo - 6730 Frente Escuela Pública - 6727 Cerrillos - 6731 Juana De Arco - 7595 Américo Vespucio - 7174 Camino Moreira - 7172 Washington - 7180 San Luis | Vuelta - 7180 San Luis - 7171 San Martín - 7174 Camino Moreira - 7173 Américo Vespucio - 6731 Juana De Arco - 6727 Cerrillos - 6730 Frente Escuela Pública - 6764 San Cono - 6767 Valdenegro - 6766 V Gómez - 6800 José Pedro Varela - 6803 Roosevelt - 6801 Lavalleja - 6802 Pilar Cabrera - 6798 25 De Mayo - 6799 Doctor Enrique Pouey - 6724 Senén Rodríguez - 6719 Manuel Freire - 6721 Manuel Meléndez - 6723 Ramón Ortíz - 6743 Complejo Cobena - 6741 Barrios Amorín - 6749 La Sibarita - 6747 ATMA - 6745 17 Metros - 6755 Teresa Muñoz - 6757 Tomás Aldabalde - 6750 Garibaldi km 18 - 6753 Javier De Viana - 6410 Avenida Batlle Y Ordóñez - 6412 Rosa Giffuni - 6620 Ruta César Mayo Gutiérrez - 6639 Enrique Erro - 6637 Rincón - 6631 Puente La Paz - 7596 Daymán - 6634 Camino General Osvaldo Rodríguez - 7597 Bernardo Etchevarne - 6622 Camino Varzi - 6633 Camino Hilario Cabrera - 7598 Camino Túpa - 6630 Fernando Menck - 6624 Camino Carlos A. López - 6814 Camino Durán - 6828 Plaza Vidiella - 6809 Camino Casavalle - 6812 Camino Edison - 6807 Bulevar José Batlle Y Ordóñez - 6805 Camino Ariel - 6818 Facultad De Agronomía - 6824 Avenida Islas Canarias - 6816 Emancipación - 7176 Juan Pandiani - 6446 Julián Álvarez - 6450 Pablo Zufriategui - 6440 Capurro - 6449 Maturana (Bvar. Artigas) - 6451 Plaza San Martín - 6452 Tapes - 7513 General Aguilar - 7514 General Pacheco - 7518 General César Díaz - 7515 Panamá - 6501 Nicaragua - 7516 La Paz - 7517 Paysandú - 7204 Río Branco - 7206 Ciudadela - 7316 Terminal Baltasar Brum |

## Ramales
- 230 Montevideo - Las Piedras (DIRECTO)